# Exploração de Mercúrio

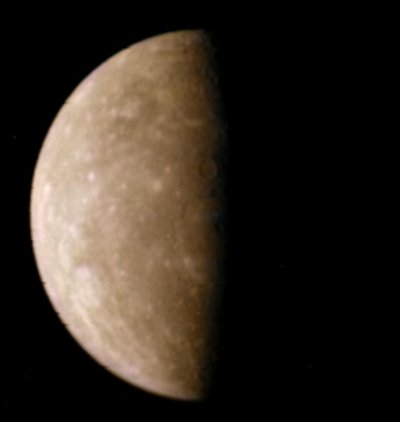
Vista de Mercúrio a partir da Mariner 10.

A exploração de Mercúrio tem ocupado um papel menor no interesse espacial, sendo o planeta menos explorado do sistema solar. Assim como em 2008, as missões espaciais da Mariner 10 e MESSENGER tem sido apenas para fazer observações mais próximas do planeta.
A MESSENGER realizou um sobrevoo em 14 de janeiro de 2008 para investigar observações feitas pela Mariner 10 em 1975. Uma terceira missão com destino a Mercúrio, a BepiColombo incluirá duas sondas espaciais sendo uma missão conjunta entre a Agência Espacial Europeia e a JAXA. Os dados coletados pelas sondas MESSENGER e BepiColombo tem a intenção de coletar informações complementares para ajudar os cientistas a entender muitos dos mistérios descobertos pelos sobrevoos da sonda Mariner 10.

## Interesse em Mercúrio
Mercúrio não tem sido o foco primário de programas espaciais porque tem muito pouco a oferecer. Uma vez que é o planeta mais próximo do Sol e sua velocidade de rotação é muito lenta a temperatura da superfície varia de 427 °C (801 °F) a -173 °C (-279 °F). Existe a discussão da possibilidade de terraformação do planeta e habitação dos seus polos, entretanto esta possibilidade está muito no futuro, sendo significantemente menos prática do que a terraformação do planeta Marte. O interesse atual em Mercúrio decorre das observações inesperadas da sonda Mariner 10. Antes da sonda, imaginava-se que o planeta simplesmente revolucionava em torno do Sol numa órbita altamente elíptica.

## Dificuldades técnicas
Alcançar Mercúrio a partir da Terra apresenta desafios técnicos significantes, uma vez que a órbita do planeta é mais próxima do Sol do que a terrestres. Uma espaçonave lançada da Terra precisaria viajar por 91 milhões de quilômetros adentrando ao poço de potencial gravitacional do Sol e a velocidade orbital mercuriana é de 48 km/s enquanto a terrestre é de 30 km/s. Portanto, uma espaçonave precisa realizar uma grande mudança em sua velocidade delta-v para entrar na órbita de transferência de Hohmann que passa perto de Mercúrio, comparada com a velocidade delta-v necessária para outras missões planetárias.
A energia potencial liberada pelo movimento em direção ao poço de potencial solar torna-se energia cinética, exigindo outra grande alteração no delta-v para fazer qualquer coisa diferente de passar rapidamente direto por Mercúrio. Para pousar com segurança ou entrar em órbita estável a espaçonave deve contar com motores de foguetes. A aerofrenagem está fora de cogitação por causa da tênue atmosfera, além disso uma viagem para Mercúrio exige mais combustível do que para escapar completamente do sistema solar. Como resultado, apenas duas sondas espaciais foram enviadas ao planeta até o momento. Uma alternativa de aproximação proposta seria a utilização de velas solares para atingir uma órbita sincronizada à mercuriana ao redor do Sol.

### Mariner 10

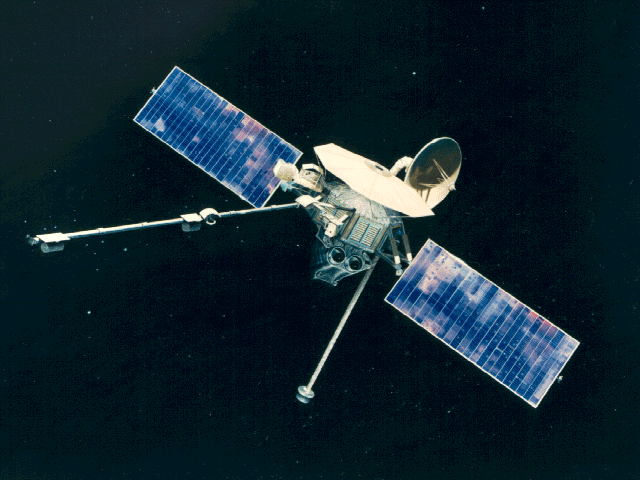
A sonda Mariner 10, a primeira a visitar o planeta de perto.

A primeira espaçonave a visitar mercúrio foi a sonda Mariner 10 da NASA (1974–75). e utilizou a força da gravidade de Vênus para ajustar sua velocidade orbital para que pudesse se aproximar de Mercúrio, tornado-se a primeira nave espacial a utilizar o efeito da gravidade assistida e a realizar uma missão de visita a múltiplos planetas. A sonda forneceu as primeiras imagens aproximadas da superfície mercuriana, que imediatamente mostraram sua natureza  repleta de crateras, e revelou muitos outros tipos de características geológicas, tais como declives gigantes que foram posteriormente atribuídos ao efeito do planeta vagarosamente encolhendo em função do núcleo de ferro resfriando. Infelizmente, devido ao comprimento do período orbital da Mariner 10, a mesma face do planeta estava iluminada a cada aproximação da sonda tornando impossível a observação de ambos os lados do planeta e resultando num mapeamento de menos de 45% da superfície planetária.
No dia 27 de março de 1974, dois dias antes do primeiro sobrevoo sobre Mercúrio, os instrumentos da sonda começaram a registrar grandes quantidades de uma inesperada radiação ultravioleta próximo a Mercúrio. Isto levou a tentativa de identificação de um satélite mercuriano. Pouco depois, a fonte de radiação foi identificada com a estrela 31 da Constelação de Crater e a possível lua mercuriana passou para os livros da história da astronomia como uma nota de rodapé.
A sonda realizou três aproximações de Mercúrio, e a mais próxima passou a uma distância de 327 km da superfície. Na primeira aproximação, os instrumentos detectaram um campo magnético, para a surpresa geral dos geólogos planetários – esperava-se que a rotação mercuriana fosse muito lenta para gerar um efeito dínamo significante. A segunda aproximação foi utilizada primariamente para obtenção de imagens e a terceira para uma extensiva coleta de dados sobre o campo magnético. Os dados revelaram que o campo magnético é semelhante ao terrestre, defletindo o vento solar em torno do planeta. Entretanto, a origem do campo magnético mercuriano ainda é matéria de muitas teorias.
Poucos dias após sua aproximação final, a sonda esgotou seu combustível e não pode mais ser controlada com precisão, quando então os controladores da missão instruíram então que a sonda se auto-desligasse em 24 de março de 1975. A sonda provavelmente ainda está orbitando o Sol, passando próximo ao planeta com um frequência de poucos meses.

### MESSENGER

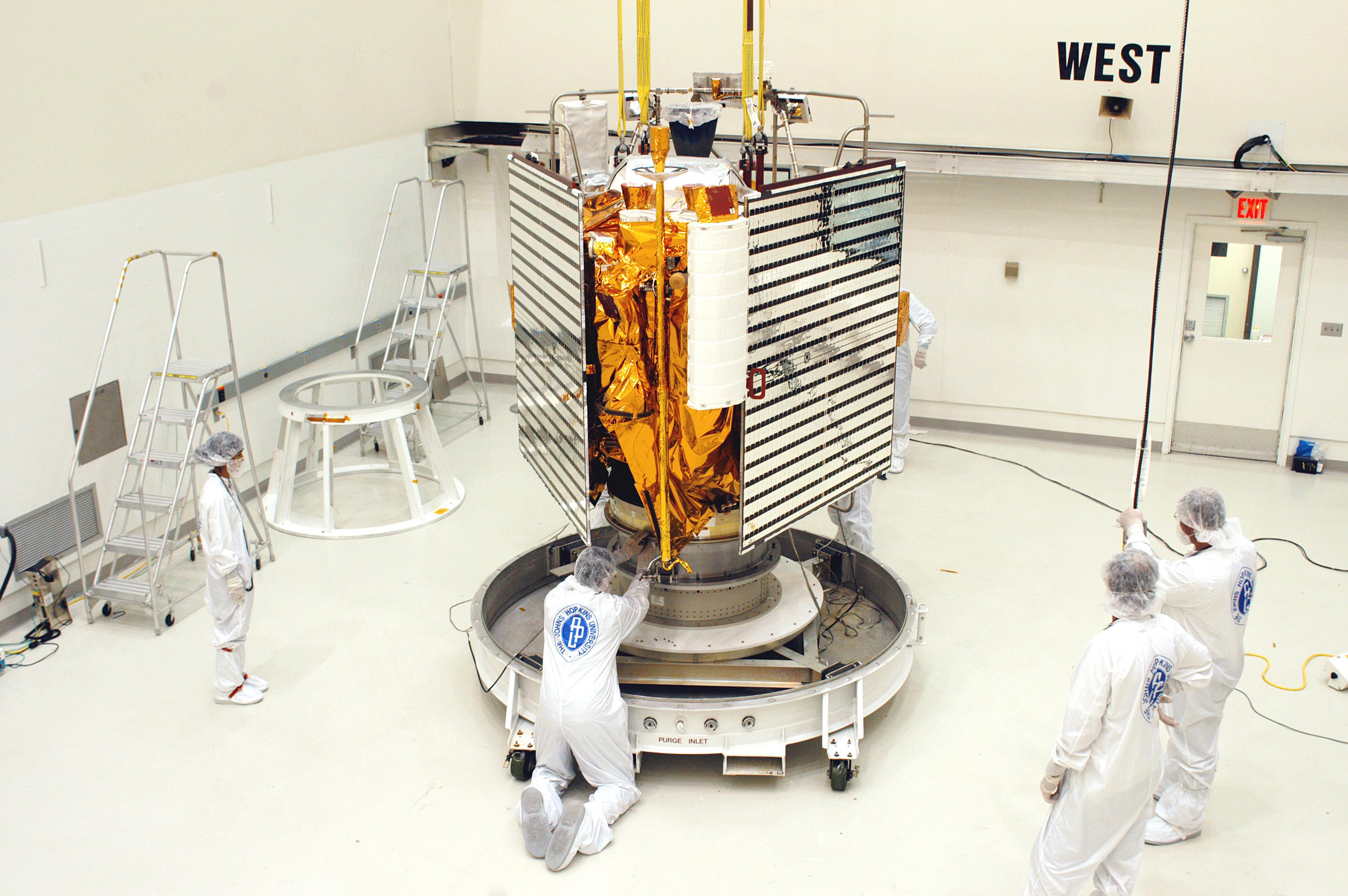
A sonda MESSENGER sendo preparada para lançamento.

Uma segunda missão da NASA para Mercúrio, nomeada MESSENGER (acrônimo de  MErcury Surface, Space ENvironment, GEochemistry, and Ranging) foi lançada em 3 de agosto de 2004 do Cabo Canaveral a bordo do foguete Delta II, fazendo um sobrevoo na Terra em agosto de 2005, e em Vênus em outubro de 2006 e junho de 2007 de modo a estabelecer uma trajetória correta para alcançar a órbita mercuriana. O primeiro sobrevoo em Mercúrio aconteceu no dia 14 de janeiro de 2008 e um segundo em 6 de outubro de 2008, e um terceiro em 29 de setembro de 2009. A maior parte da superfície não fotografada pela sonda anterior, tem sido mapeada durante estes sobrevoos e em março de 2011 a sonda provavelmente entrará em órbita em torno do planeta tendo a missão de mapeamento a duração de 1 ano terrestre.
A missão foi projetada para esclarecer seis pontos chaves: A alta densidade mercuriana, sua história geológica, a natureza de seu campo magnético, a estrutura de seu núcleo, e a existência ou não de gelo em seus pólos e de onde vem sua tênue atmosfera. Para cumprir esta missão, a sonda está equipada com dispositivos fotográficos que irão coletar imagens com resolução muito maior de muito mais áreas do que a Mariner 10, espectrômetros variados para determinar a abundância dos elementos na crosta, magnetómetros e dispositivos para medição da velocidade de partículas carregadas. Medições detalhadas de pequenas mudanças na velocidade da sonda e sua órbita serão utilizadas para inferir detalhes sobre a estrutura do interior do planeta.

### BepiColombo
A Agência Espacial Europeia está planejando uma missão conjunta com o Japão chamada BepiColombo, que irá orbitar mercúrio com duas sondas: uma para mapear o planeta e outra para estudar sua magnetosfera. Uma vez lançada, estima-se que a espaçonave alcançará Mercúrio em 2019. A espaçonave irá liberar uma sonda magnetométrica em um órbita eliptica, e então foguetes químicos irão queimar para colocar a sonda mapeadora em uma órbita circular. Ambas as sondas irão operar por um ano terreste. A sonda mapeadora irá carregar uma matriz de espectômetros semelhantes ao da MESSENGER, que irão estudar o planeta em vários comprimentos de onda incluindo infravermelho, ultravioleta, raio-x e radiação gama.